# Oncopodura
Genre
Oncopodura est un genre de collemboles de la famille des Oncopoduridae.

## Liste des espèces
Selon Checklist of the Collembola of the World (version du 24 août 2019) :
- Oncopodura alpa Christiansen & Bellinger, 1980
- Oncopodura ambigua Christiansen, 1957
- Oncopodura arecibena Mari Mutt, 1984
- Oncopodura atoyacensis Bonet, 1943
- Oncopodura bidentata Delamare Deboutteville, 1948
- Oncopodura cavernarum Stach, 1934
- Oncopodura crassicornis Shoebotham, 1911
- Oncopodura cruciata Bonet, 1943
- Oncopodura czmur Szeptycki, 1977
- Oncopodura delhezi Stomp, 1974
- Oncopodura dethieri Janssens & De Bruyn, 2010
- Oncopodura dura Christiansen & Reddell, 1986
- Oncopodura egerszogensis Loksa, 1961
- Oncopodura equatoriana Thibaud & Najt, 1987
- Oncopodura fadriquei Jordana & Baquero, 2012
- Oncopodura fenestra Christiansen & Bellinger, 1996
- Oncopodura frankeae Christiansen & Bellinger, 1998
- Oncopodura gledensis Baquero, Vadell & Jordana, 2007
- Oncopodura gul Yosii, 1966
- Oncopodura hamata Carl & Lebedinsky, 1905
- Oncopodura hoffi Christiansen & Bellinger, 1980
- Oncopodura hubbardi Christiansen & Bellinger, 1996
- Oncopodura hyleana Arlé, 1961
- Oncopodura indica Yosii, 1966
- Oncopodura iowae Christiansen, 1961
- Oncopodura itatiaiensis Arlé, 1961
- Oncopodura japonica Yosii, 1956
- Oncopodura jauzioni Deharveng, 1988
- Oncopodura jugoslavica Absolon & Kseneman, 1932
- Oncopodura kuramaensis (Yosii, 1939)
- Oncopodura kuramotoi Yosii, 1965
- Oncopodura lebretoni Deharveng, 1988
- Oncopodura mala Christiansen & Bellinger, 1996
- Oncopodura meridionalis Cassagnau, 1959
- Oncopodura nana Thibaud & Najt, 1987
- Oncopodura occidentalis Bonet, 1931
- Oncopodura pegyi Gruia, 1994
- Oncopodura pelissiei Deharveng, 1988
- Oncopodura prietoi Bonet, 1943
- Oncopodura puncteola Yosii, 1956
- Oncopodura reyersdorfensis Stach, 1936
- Oncopodura rosetta Winter, 1963
- Oncopodura subhoffi Christiansen & Bellinger, 1998
- Oncopodura susanae Christiansen & Reddell, 1986
- Oncopodura tiegsi Womersley, 1942
- Oncopodura tricuspidata Cassagnau, 1964
- Oncopodura tunica Christiansen & Bellinger, 1980
- Oncopodura vioreli Gruia, 1989
- Oncopodura yosiiana Szeptycki, 1977

## Publication originale
- Carl & Lebedinsky, 1905 : « Materialien zur Höhlenfauna der Krim. II. Aufsatz. Ein neuer Typus von Höhlenapterygoten. Collembola included ». Zoologischer Anzeiger, vol. 28, p. 562-565 (texte intégral).